# Александра Филмс
Александра Филмс (на английски: Alexandra Films) е българска медийна компания, която произвежда по кината български и чуждестранни филми за България. Тя е създадена през януари 1995 г. Компанията е създадена от Стефан Минчев и неговата съпруга Александра Минчева. Той притежава кината „Арена“ от 2002 г. до затварянето му на 23 май 2019 г. Разпространител е най-големи холивудски компании, включително „Уорнър Брос“, „Сони Пикчърс“ (до 2023 г.), „Туентиът Сенчъри Фокс“ (2003 – 2019) и други.